# McDonald and Giles
McDonald and Giles è l'unico album discografico dell'omonimo gruppo McDonald and Giles, pubblicato nell'autunno del 1970 dalla Island Records. Fu realizzato da ex membri dei King Crimson, il multistrumentista Ian McDonald e i fratelli Michael, alla batteria, e Peter Giles al basso, con il contributo di Steve Winwood, a quel tempo tastierista dei Traffic.

## Il disco
L'album richiama alla mente le parti più melodiche dell'album The Cheerful Insanity of Giles, Giles & Fripp, l'esordio su LP del 1968 dei fratelli Giles con Robert Fripp, con l'aggiunta di tratti tipici del rock progressivo che stava nascendo, in particolare le varie sezioni in cui è suddivisa la lunga suite Birdman, che da sola occupa l'intero lato 2. McDonald and Giles si differenzia dai lavori dei primi King Crimson, dove era già stata introdotta la sperimentazione e l'elettronica del mellotron, per una maggiore indulgenza verso il lato melodico e armonico delle composizioni in opposizione all'uso frequente del contrappunto, che compare comunque in una sezione della stessa Birdman.
Sebbene il disco offra dei passaggi che hanno dato luogo a giudizi contrastanti, si ritiene che a livello di esecuzione McDonald e i Giles abbiano fornito una delle loro migliori prestazioni, in particolare il batterista Michael Giles, il cui contributo in quest'album è stato definito unico e mai più ripetuto nemmeno da lui stesso, che nel prosieguo della carriera avrebbe cambiato stile. Di rilievo la presenza del paroliere dei King Crimson Peter Sinfield, che scrisse i testi della suite Birdman. In un brano suonò il trombone Michael Blakesley.

## Storia del gruppo
I due fratelli Giles avevano suonato insieme da inizio carriera e nel 1967 con Robert Fripp (che sarebbe divenuto il leader dei King Crimson) formarono i Giles, Giles & Fripp, gruppo al quale si unì l'anno successivo McDonald. Lo scarso successo che ottenne il disco di esordio portò nel gennaio 1969 alla formazione dei King Crimson, con gli stessi componenti ma senza Peter Giles, sostituito da Greg Lake. McDonald uscì dai King Crimson dopo l'album di esordio In the Court of the Crimson King, mentre Peter Giles, che era stato chiamato a sostituire Lake al basso, uscì insieme al fratello dopo la fine delle registrazioni del secondo album In the Wake of Poseidon, nel maggio del 1970.
Quello stesso mese i tre si riunirono agli Island Studios per iniziare le registrazioni di McDonald and Giles con l'organista Steve Winwood, che negli stessi studi aveva da poco terminato di incidere il grande successo dei Traffic John Barleycorn Must Die. McDonald and Giles fu pubblicato nell'autunno del 1970, ma la band si sciolse subito e sia Michael Giles che McDonald iniziarono la carriera di session man. Peter Giles riprese a lavorare in un ufficio e negli anni successivi collaborò occasionalmente in alcuni progetti musicali. Sarebbe tornato all'attività professionale di musicista solo nel 2002, quando si riunì al fratello, a McDonald e ad altri ex King Crimson per formare la 21st Century Schizoid Band, che ripropose in diverse tournée il vecchio repertorio dei King Crimson e pubblicò 4 album dal vivo.

## Tracce

### Lato 1
1. Suite in C – 11:14 (Ian McDonald)
2. Flight of the Ibis - 3:11 (Ian McDonald, BP Fallon)
3. Is She Waiting? - 2:36 (Ian McDonald)
4. Tomorrow's People – The Children of Today - 7:00 (Michael Giles)

### Lato 2
1. Birdman - 21:22 (Ian McDonald, Peter Sinfield)
  - The Inventor's Dream (O.U.A.T.)
  - The Workshop
  - Wishbone Ascension
  - Birdman Flies!
  - Wings in the Sunset
  - Birdman – The Reflection

## Formazione
- Ian McDonald – voce, chitarra, piano, organo, sassofoni, flauto, clarinetto, cetra da tavolo
- Michael Giles – batteria, percussioni e voce
- Peter Giles – basso
- Steve Winwood – tastiera
- Michael Blakesley – trombone in Tomorrow's People